# 孫都
孫 都（そん と）は、紀元前2世紀の中国、前漢時代の人物である。生没年不明。はじめ都稽（とけい）といい、南越の郎であったが、紀元前111年に漢に降って臨蔡侯となった。

## 解説
『史記』と『漢書』の南越征服に関する記事と、列侯表に見える。南越征服では都稽、列侯としては孫都と書かれる。
紀元前3世紀末から今の中国華南地方とベトナム北部を支配した南越は、元鼎6年（紀元前111年）に漢の侵攻を受けた。南越で実権を持っていた相（大臣）の呂嘉は、王（趙建徳）とともに都の番禺に籠城したが、漢軍に抗しきれず、数百人を連れて海に逃げた。南越の郎だった都稽は、番禺の陥落を聞き、漢の伏破将軍路博徳に降り、呂嘉を捕えた。
元封元年（紀元前110年）閏月癸卯に、孫都は呂嘉を得た功で臨蔡侯に封じられた。千戸。封地の臨蔡は河内郡にあった。太初元年（紀元前104年）より前に死に、子の孫襄が後を嗣いだ。